# Leodonta zenobina
Leodonta zenobina is een vlindersoort uit de familie van de Pieridae (witjes), onderfamilie Pierinae.
Leodonta zenobina werd in 1869 beschreven door Hopffer.